# ترنسپورتس چارتر دو برزیل
ترنسپورتس چارتر دو برزیل (به انگلیسی: Transportes Charter do Brasil) یک شرکت هواپیمایی است که در تاریخ ۱۹۹۴ میلادی تأسیس شده است. دفتر مرکزی ترنسپورتس چارتر دو برزیل در سائو پائولو، برزیل واقع شده‌است.